# 10121 Arzamas
10121 Arzamas este un asteroid din centura principală, descoperit pe 27 ianuarie 1993, de Eric Elst.